# Campionato del mondo di arrampicata 2005
Il Campionato del mondo di arrampicata 2005 si è tenuto dal 1 al 5 luglio 2005 a Monaco di Baviera, Germania.

## Specialità lead

### Uomini
| Pos. | Atleta                   | Paese       |
| ---- | ------------------------ | ----------- |
|      | Tomás Mrázek             | Rep. Ceca   |
|      | Patxi Usobiaga Lakunza   | Spagna      |
|      | Alexandre Chabot         | Francia     |
| 4    | Cédric Lachat            | Svizzera    |
| 5    | Jorg Verhoeven           | Paesi Bassi |
| 6    | Timo Preußler            | Germania    |
| 7    | Serik Kazbekov           | Ucraina     |
| 8    | Maksym Petrenko          | Ucraina     |
| 9    | Sylvain Millet           | Francia     |
| 10   | Ramón Julián Puigblanque | Spagna      |

### Donne
| Pos. | Atleta              | Paese       |
| ---- | ------------------- | ----------- |
|      | Angela Eiter        | Austria     |
|      | Emily Harrington    | Stati Uniti |
|      | Akiyo Noguchi       | Giappone    |
| 4    | Olga Shalagina      | Ucraina     |
| 5    | Caroline Ciavaldini | Francia     |
| 6    | Sandrine Levet      | Francia     |
| 7    | Natalija Gros       | Slovenia    |
| 8    | Katharina Saurwein  | Austria     |
| 9    | Yana Chereshneva    | Russia      |
| 10   | Muriel Sarkany      | Belgio      |

## Specialità boulder

### Uomini
| Pos. | Atleta               | Paese     |
| ---- | -------------------- | --------- |
|      | Salavat Rakhmetov    | Russia    |
|      | Kilian Fischhuber    | Austria   |
|      | Gérome Pouvreau      | Francia   |
| 4    | Serik Kazbekov       | Ucraina   |
| 5    | Nalle Hukkataival    | Finlandia |
| 6    | Daniel Dulac         | Francia   |
| 7    | Dmitry Sharafutdinov | Russia    |
| 8    | Cédric Lachat        | Svizzera  |
| 9    | Tomás Mrázek         | Rep. Ceca |
| 10   | Jérôme Meyer         | Francia   |

### Donne
| Pos. | Atleta                   | Paese     |
| ---- | ------------------------ | --------- |
|      | Olga Shalagina           | Ucraina   |
|      | Yulia Abramchuk          | Russia    |
|      | Vera Kotasova-Kostruhova | Rep. Ceca |
| 4    | Renata Piszczek          | Polonia   |
| 5    | Anna Stöhr               | Austria   |
| 6    | Olga Bibik               | Russia    |
| 7    | Tatiana Tarasova         | Russia    |
| 8    | Venera Chereshneva       | Russia    |
| 9    | Esther Cruz Montalban    | Spagna    |
| 10   | Corinne Theroux          | Francia   |

## Specialità speed

### Uomini
| Pos. | Atleta                 | Paese     |
| ---- | ---------------------- | --------- |
|      | Evgenii Vaitcekhovskii | Russia    |
|      | Maksym Styenkovyy      | Ucraina   |
|      | Sergey Sinitsyn        | Russia    |
| 4    | Tomasz Oleksy          | Polonia   |
| 5    | Manuel Escobar         | Venezuela |
| 6    | Evgueni Minatchev      | Russia    |
| 7    | Iakov Soubbotine       | Russia    |
| 8    | Alexander Peshekhonov  | Russia    |
| 9    | Kyrylo Shevchenko      | Ucraina   |
| 10   | Vyacheslav Titov       | Ucraina   |

### Donne
| Pos. | Atleta           | Paese     |
| ---- | ---------------- | --------- |
|      | Olena Ryepko     | Ucraina   |
|      | Valentina Yurina | Russia    |
|      | Edyta Ropek      | Polonia   |
| 4    | Cuifang He       | Cina      |
| 5    | Anna Stenkovaya  | Russia    |
| 6    | Olesya Saulevich | Russia    |
| 7    | Lisa Knoche      | Germania  |
| 8    | Lenke Kucsera    | Ungheria  |
| 9    | Olga Zakharova   | Ucraina   |
| 10   | Lucelia Blanco   | Venezuela |